# Смит, Дейв (футболист, 1943)
Дэвид Брюс Смит (род. 14 ноября 1943 года в Абердине) — бывший шотландский профессиональный футболист и тренер.

## Биография
Смит играл на позиции левого полузащитника. Он начал свою игровую карьеру в «Абердине» и в августе 1966 года перешёл в «Рейнджерс» за 50000 фунтов стерлингов. В составе клуба провёл 303 матча во всех турнирах, выиграл Кубок шотландской лиги 1971 года, Кубок Шотландии 1973 года и Кубок обладателей кубков УЕФА 1972 года. В том же сезоне он был признан игроком года по версии ШАФЖ.
За свою карьеру он сыграл два матча за сборную Шотландии, оба — товарищеские против Нидерландов.
Смит покинул «Рейнджеос» в ноябре 1974 года и перешёл в «Арброт», где, ещё будучи игроком, входил в тренерский штаб. Затем Смит отправился за границу, выступал в ЮАР за «Аркадия Шепердс», а также в США за «Сиэтл Саундерс» и «Лос-Анджелес Ацтекс» из NASL. В 1976 году он стал играющим тренером «Бервик Рейнджерс» и, будучи у руля клуба, привёл его к победе во втором дивизионе Шотландии 1979 года.
У Дейва Смита было два брата, которые также стали футболистами: Даг (1937—2012), который всю свою карьеру провёл в «Данди Юнайтед»; и Хью, игравший за «Форфар Атлетик» и «Гринок Мортон».